# Satélite de Coleta de Dados 1
O Satélite de Coleta de Dados 1 ou SCD-1 é o segundo satélite brasileiro lançado ao espaço. Tem a função de realizar a coleta de dados ambientais para serem depois captados por estações rastreadoras e serem distribuídos a organizações e a usuários diversos. Em 2015, com o sobrevoo da sonda New Horizons por Plutão, imageando novas regiões, algumas colinas foram batizadas em homenagem ao primeiro satélite brasileiro, o SCD-1.

## Histórico
O SCD-1 foi lançado em 9 de fevereiro de 1993, por meio de um foguete do tipo Pegasus.
Ele foi transportado sob a asa de um avião B-52 Stratofortress, da NASA, que o lançou a 13 km de altitude.
O SCD-1, foi o primeiro satélite totalmente desenvolvido no Brasil. Ele foi projetado, desenvolvido, construído e testado por técnicos, engenheiros e cientistas brasileiros trabalhando no INPE.
Em 25 de outubro de 2005 o satélite SCD-1 alcançou o significativo número de 67 011 órbitas em operação, recebeu de solo um total de aproximadamente 161 900 telecomandos e sofreu a execução de 16 manobras de reorientação de seu eixo de rotação. O primeiro satélite brasileiro foi para o espaço em 1993 com expectativa inicial de um ano de vida útil. No dia 9 de fevereiro de 2013, ao completar 20 anos em órbita, havia realizado 105 577 voltas em torno da Terra. Em 17 de junho de 2023, quando completou 30 anos, 4 meses e 4 dias em órbita, bateu o recorde de satélite maior tempo em operação, anteriormente do satélite japonês Geotail desativado em 28 de novembro de 2022.

## Características técnicas
O SCD-1  possui as seguintes características técnicas:
- Forma: prisma de base octogonal
- Dimensões: 1 m de diâmetro, 1,45 m altura
- Massa total: 115 kg
- Potência elétrica: 110 W
- Estrutura: painéis em colmeias de alumínio
- Estabilização de atitude: via rotação
- Controle térmico: passivo
- Transponder de coleta de dados na faixa UHF e banda S
- TT&C na banda S
- Experimento de células solares
- Órbita circular de 750 km de altitude, 25 graus de inclinação

## Segmento solo
A operação do satélite é de responsabilidade do Centro de Rastreio e Controle (CRC) do INPE, que é composto pelo Centro de Controle de Satélites (CCS), pela estação terrena de Cuiabá e da estação terrena de Alcântara, todos parte do Sistema Brasileiro de Coleta de Dados Ambientais. Além de monitorar a saúde dos equipamentos do satélite, o CRC também realiza manobras de manutenção da atitude do satélite, a partir do CCS localizado em São José dos Campos.
Em solo, os dados ambientais coletados pelo SCD-1 são medidos por Plataformas de Coleta de Dados (PCDs) distribuídas, em sua grande maioria, pelo território brasileiro. Após a recepção, os dados são processados, armazenados e distribuídos os usuários finais pelo Centro de Missão de Coleta de Dados e podem ser gratuitamente consultados pelo Sistema Integrado de Dados Ambientais.